# 김경서
김경서(金景瑞, 1564년~1624년)는 조선 중기의 무관이다. 개명 전 이름은 김응서(金應瑞)이다. 임진왜란 이후 개명했다. 본관은 김해(金海)이며, 자는 성보(聖甫), 시호는 양의(襄毅)이다.

## 생애

### 생애 초기
1561년(명종 19년) 평안도 용강에서 아버지 김인용(金仁龍)과 어머니 나주 정씨(羅州 鄭氏)의 아들 3형제 중 장남으로 태어났다. 
증조부 김몽하(金夢河)가 항해도 황주에서 용강으로 이주하여 살았고 생원(生員)에 합격하고 학행으로 '부자(夫子)'로 칭송받았다. 조부 김계식(金繼植)과 아버지 김인용(金仁龍)은 현감 벼슬을 지냈다. 어머니는 부장을 지낸 정열(鄭烈)의 딸이다.
평양지(平壤誌)에 의하면 의미 어머니 정씨부인이 어느날 오석산(烏石山)에서 한줄기의 서광이 일어나 김인용의 집까지 길게 뻗어 날아드는 것을 보고 태기가 있었다.
어려서부터 기골이 장대하고 용맹하여 항상 전쟁놀이를 즐겨했고, 독학으로 병서를 탐독 했으며, 15세에는 시작(詩作)에도 능하여 장부가를 불러 청년들이 즐겨 따라 불렀다고 한다. 그때 부터 황룡산성(黃龍山城)을 오르내리며 체력을 키우고 1583년 20세에 무과에 급제하여 부위(副慰)가 되어 전라도 이진(利津)의 권관으로 첫 부임했다. 1588년 감찰(監察)이 되었으나 가문이 미천하다는 이유 하나 만으로 파직되었다.

### 임진왜란
29세가 되던 1592년에 임진왜란이 발발하자 다시 재등용되어 그 해 8월 조방장(助防將)으로 평양 공략에 나섰으며, 싸움에서 여러 차례 공을 세워 평안도 방어사에 승진되었다. 1593년 1월 명나라의 이여송(李如松)의 원군과 함께 제4차 평양성 전투에서 평양성을 탈환하였다. 이때 계월향(桂月香)이 평양성 잠입을 도와 고니시 유키나가의 부장의 목을 벤 일이 유명하다.
전라도병마절도사가 되어 도원수 권율(權慄)의 지시로 남원 등지에서 날뛰는 토적들을 소탕하였다.
1595년 경상우병사로 전임하고 이때 가토 기요마사의 좌선장군 사야가(沙也哥)가 그의 휘하에 들어갔다.
선조가 임진왜란이 일어난 지 이틀 만에 동래부에서 장렬하게 전사한 송상현(宋象賢)의 관을 적진에서 찾아오라고 하자 그는 송산현의 집안일하는 사람을 시켜 일을 성사시켰다. 그는 또한 군관 이홍발(李弘發)을 부산에 잡입시켜 일본군의 동태를 살피게하고, 일본 간첩 요시라를 매수해 정보를 수집하기도 하였다.
'가토 기요마사가 바다를 건너올 것’를 입수하고, 이를 조정에 장계로 보고한다. 조정에서는 요시라의 정보를 믿고 이순신에게 출동 명령을 내렸지만, 이순신은 이를 거부하여 파직되고 투옥되었다.
1597년에는 도원수 권율로부터 의령의 남산성(南山城)을 수비하라는 명을 받았지만 불복해 별장으로 강등되었다. 
1598년 동래 지역의 일본군을 물리치고 부산과 울산을 연결하는 통로를 점령하는 등 울산성 공격을 재차 준비하였다. 자신의 휘하의 항왜장군 사야가가 울산왜성에 농성 중이던 가토의 1군을 섬멸한 공을 세웠다.
1603년 충청도 병마절도사 자리에 올랐으나 군졸들을 학대해 다시 파직되었다가, 1604년에 유정 (승려)(泗溟大師)을 따라 일본에 가서 도쿠카와 이에야스를 만나 강화를 맺고 포로가 된 조선인 3500명을 데리고 돌아와 그 공로로 포도대장 겸 훈련도정이 되었다. 1609년 정주목사를 지내고, 이어 만포진 첨절제사와 북로방어사를 역임하고, 1615년 길주목사를 거쳐 이듬해 함경북도 병마절도사를 역임했다. 2년 뒤에 1618년 평안도 병마절도사가 되었다.

### 생애 후반
1619년 명나라가 후금을 토벌하기 위해 구원병을 요청하자 평안도 병마절도사 겸 부원수로서 도원수 강홍립(姜弘立)과 함께 출전하여, 이듬해 심하(深河) 전투에서 크게 이겼으나 부차(富車) 전투에서 패하였다. 강홍립이 전군을 이끌고 투항하여 함께 포로가 되었다가, 비밀리에 적정을 기록하여 본국에 보내려다, 강홍립의 고발로 발각되어 처형되었다. 고향에 정문(旌門)이 세워졌으며, 우의정에 추증되었다. 시호는 양의(襄毅)이다.

## 가족 관계
- 증조부 : 김몽하(金夢河)
- 조부 : 김계식(金繼植)
  - 부 : 김인룡(金仁龍)
  - 모 : 나주 정씨(羅州鄭氏)
    - 동생 : 김성서(金聖瑞)
    - 동생 : 김희서(金希瑞)
    - 초배 : 한양 조씨(漢陽 趙氏)
    - 후배 : 고령 박씨(高靈朴氏)
      - 아들 : 김득진(金得振)
      - 자부 : 양주 최씨(楊州崔氏)
        - 손자 : 김두흥(金斗興)
        - 손자 : 김두윤(金斗愈)
        - 손자 : 김두상(金斗祥)
        - 손자 : 김두경(金斗慶)
        - 손녀 : 윤배(尹培)에게 출가
        - 손녀 : 조지승(趙之勝)에게 출가

      - 딸 : 안종복(安鐘福)에게 출가
      - 딸 : 이광전(李光傳)에게 출가

## 김경서가 등장한 작품

### 드라마
- 남한산성 - 김기주
- 서궁 - 장기용

### 웹툰
- 칼부림 - 작가: 고일권

## 관련 문화재
- 용강 김응서집 - 북한 국보급 제142호
- 용강 김응서묘 - 북한 유적 제1743호
- 용강 충렬사(忠烈祠)

## 같이 보기
- 김응서집